# Campinas Voleibol Clube
Vôlei Amil, de son vrai nom Campinas Voleibol Clube, est un club brésilien de volley-ball fondé en 2012 et  basé à Campinas qui évolue pour la saison 2013-2014 en Superliga feminina.

## Historique

Ancien logo.

## Entraîneurs
- 2012-2014 :  José Roberto Guimarães

## Effectifs

### Saison 2013-2014
Entraîneur : José Roberto Guimarães  Brésil